# Chartella papyrea
Chartella papyrea är en mossdjursart som först beskrevs av Peter Simon Pallas 1766.  Chartella papyrea ingår i släktet Chartella och familjen Flustridae. Inga underarter finns listade i Catalogue of Life.